# Pražský oltář Lucase Cranacha staršího

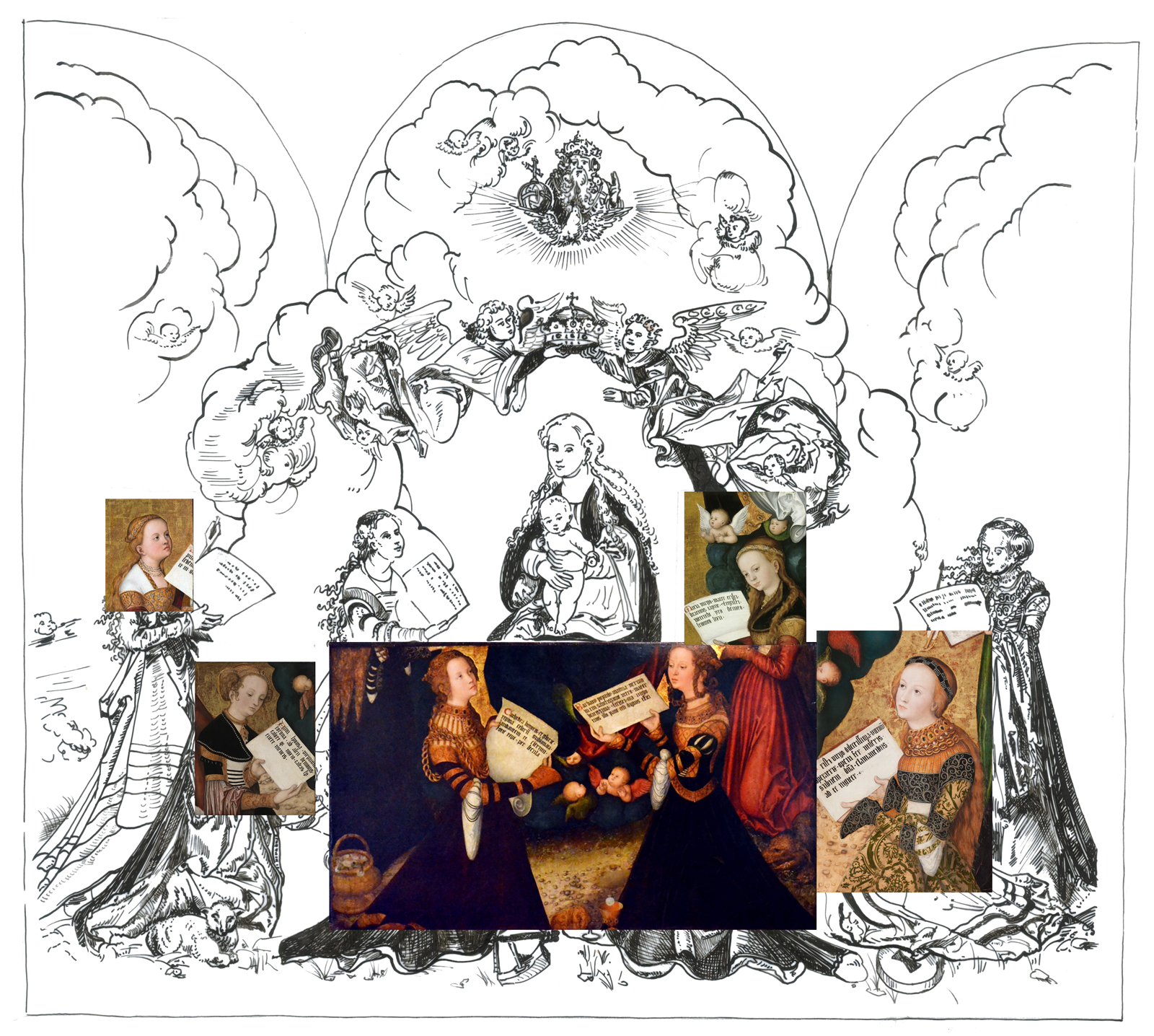
Pražský oltář, kresba Dagmar Hamsíková, rekonstrukce Jindřich Nosek

Oltář s Pannou Marií a světicemi, jehož tvůrcem byl Lucas Cranach starší, byl v době svého vzniku kolem roku 1520 druhým nejvýznamnějším oltářem chrámu sv. Víta. Oltář byl dodán do Prahy patrně na objednávku císaře Maxmiliána I. Důvodem mohlo být zasnoubení jeho vnučky Marie s Ludvíkem Jagellonským a zasnoubení Ferdinanda I. s Annou Jagellonskou (1515) nebo korunovace Marie Habsburské českou královnou (1522). O sto let později, roku 1619, se oltář stal obětí kalvinistického obrazoborectví. Byly z něj vyříznuty postavy světic a jeho střední část byla zničena.

## Popis

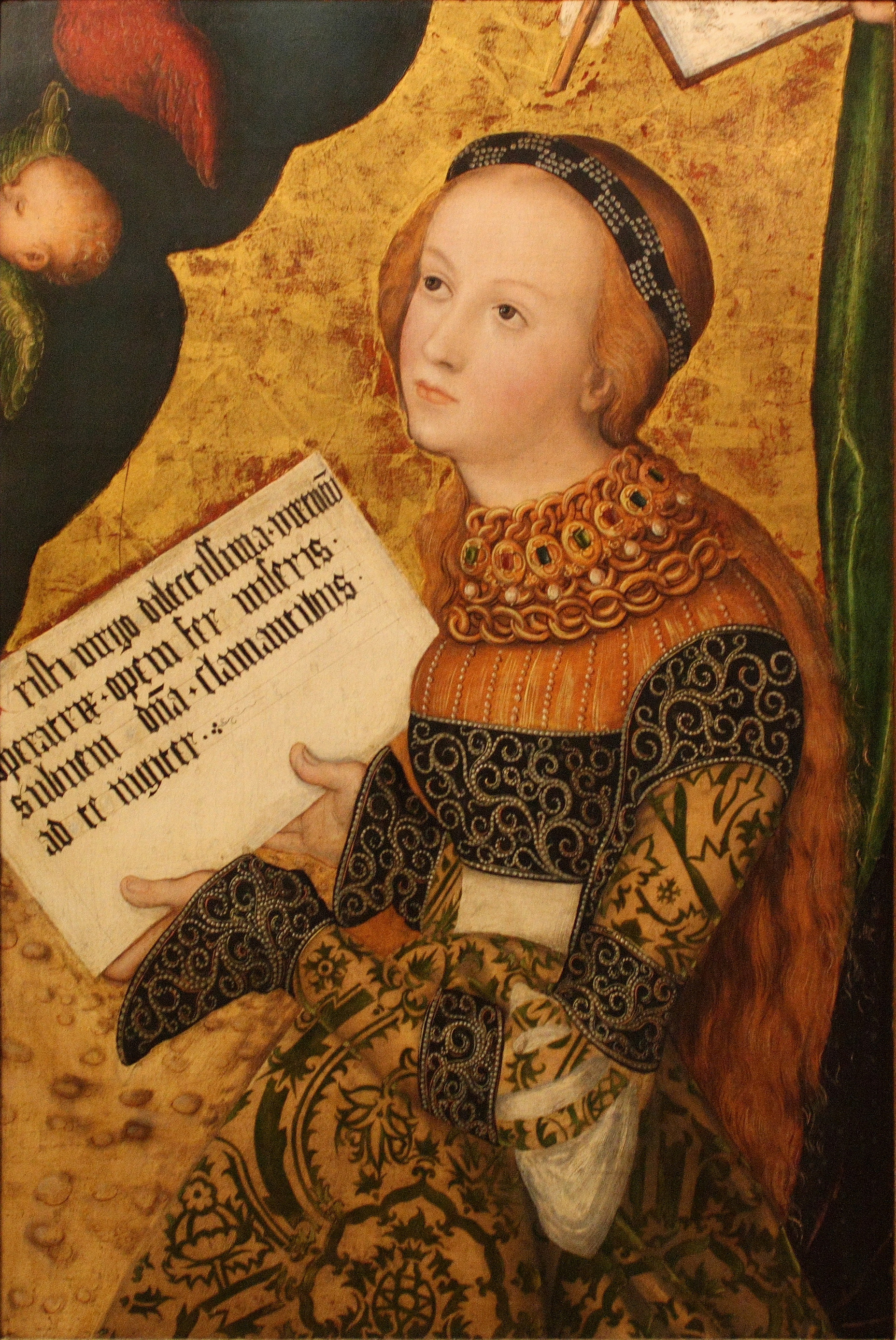
Pražský oltář: sv. Kristýna

Deskový oltář o celkových rozměrech 220-250 cm na výšku a 370 cm na šířku byl patrně trojkřídlý se dvěma pevnými křídly nebo ho tvořila jediná deska, rozdělená až dodatečně koncem 16. století. V té době došlo zřejmě k přemístění oltáře a zadní strana křídel, zdobená rostlinným ornamentem a mramorováním, byla přemalována výjevem Zvěstování Panně Marii.
Původní podobu oltáře se historikové umění pokusili rekonstruovat z celkem pěti dochovaných fragmentů a kusých dobových zpráv. Vzhledem k zasvěcení kaple tvořila střed oltáře pravděpodobně scéna Oslavení Panny Marie. Madonu s dítětem, trůnící na oblaku, obklopovalo osm stojících a klečících světic (zleva): sv. Apolena?, sv. Anežka Římská, sv. Dorota, sv. Kateřina, sv. Barbora, sv. Markéta, sv. Kristýna z Bolseny, sv. Voršila.
Malířské provedení je velmi kvalitní a oltář lze proto považovat za autentickou práci Lucase Cranacha staršího. Svaté Panny, které obklopovaly Pannu Marii (označováno jako Svatá konverzace nebo Madona mezi světicemi), drží v rukou svitky s nápisy typu mariánských chval a proseb o přímluvu, do nichž jsou vkomponovány slabiky jmen nebo atributů každé ze světic. Autorem textů mohl být humanista Johannes Cuspinian, zprostředkovatel vídeňských svatebních smluv. V textu, který drží sv. Kateřina je zmíněna "Královna nebes". Madona byla vyobrazena ve zlaté mandorle, obklopená oblaky s cheruby a dvěma anděly přinášejícími korunu. Nádheru a vzácnost maleb zvyšuje dokonalé podání materiálů dobových kostýmů, do nichž jsou sv. Panny oblečeny - kožešinových límců, sametu a brokátu, látek, které jsou v lemech prošívané zlatem a perlami, bohatých zlatých šperků s drahými kameny.
Podobnou koncepci jako Pražský oltář měl řezaný raně renesanční oltář z Mauer bei Melk z roku 1509. Kresebnou rekonstrukci, včetně vyznačení dochovaných fragmentů, vytvořil německý odborník Hans Georg Thümmel a byla užita při představení Pražského oltáře na výstavě Europa Jagellonica v Kutné Hoře v roce 2012. Madonu obklopovaly tři stojící světice na každé straně a dvě klečící postavy vpředu. Podle popisu hradního písaře Hübela z roku 1619 měl oltář ještě trojúhelný nástavec.

### Dochované fragmenty oltáře

#### Svatá Kristina

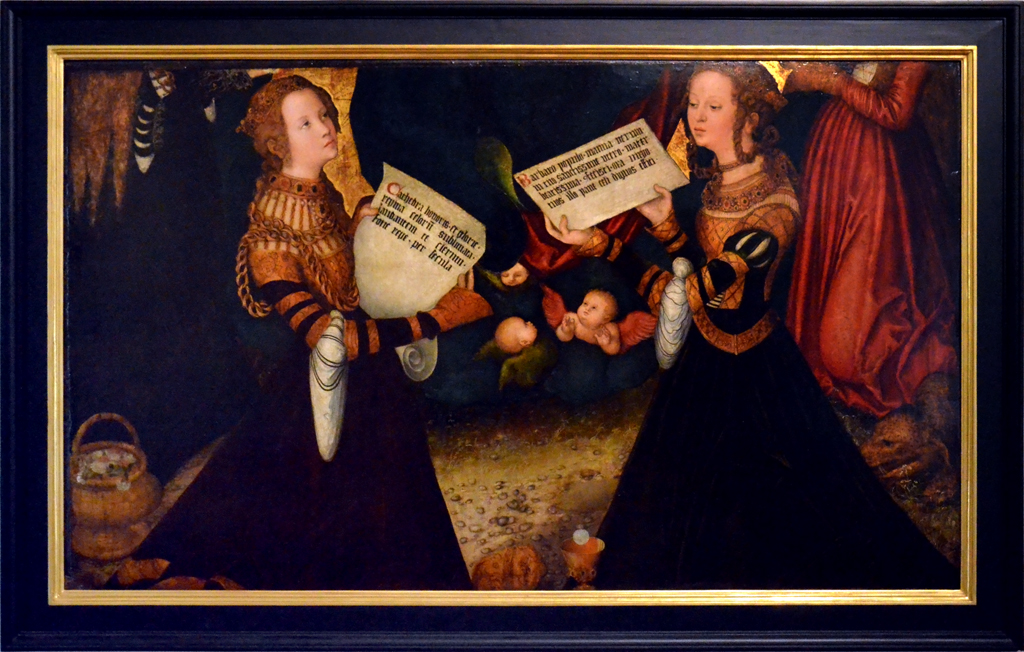
Pražský oltář: Sv. Kateřina a sv. Barbora

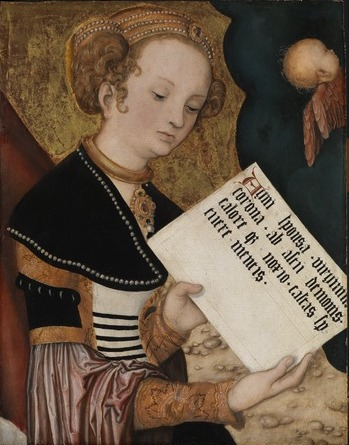
Pražský oltář: sv. Anežka Římská, Staatliche Kunsthalle Karlsruhe

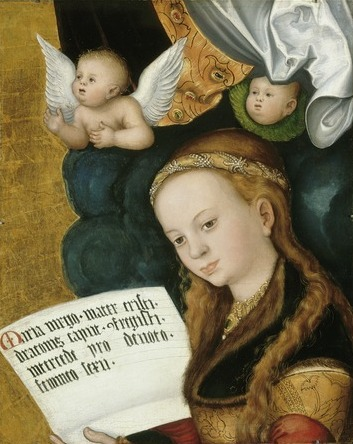
Pražský oltář: sv. Markéta, Staatsgalerie im Schloss Johannisburg

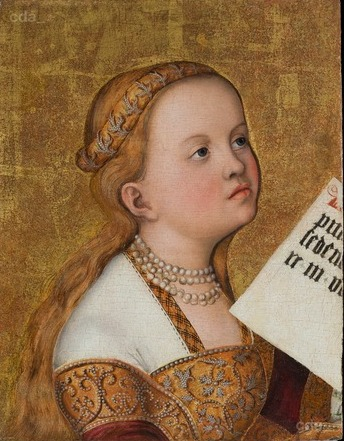
Pražský oltář: sv. Apolena, soukr. sbírka

Deska z lipového dřeva 72 x 50,5 cm, fragment pravého křídla oltáře. Na obraze je klečící sv. Kristina bez obvyklého atributu (mlýnský kámen byl patrně u jejích nohou), ale identifikovaná podle textu na listu v jejích rukou. Na levé straně hlavička anděla na oblaku, vpravo část stojící postavy, pravděpodobně sv. Voršily. Na zadní straně desky část figury anděla ze Zvěstování. Obraz byl od roku 1619 do roku 1782 ve sbírce Pražského hradu, poté do roku 1801 v Götzově sbírce a 1801–1922 zapůjčen z Nostické sbírky do Obrazárny Společnosti vlasteneckých přátel umění. V letech 1934–1999 byl ve vlastnictví Richarda Morawetze. Roku 1999 ho od jeho dědiců zakoupila Národní galerie v Praze.

#### Sv. Kateřina a sv. Barbora
Deska z lipového dřeva 105,5 x 173,5 cm, fragment střední části oltáře. Na obraze jsou klečící postavy - vlevo sv. Kateřina, vpravo sv. Barbora s kalichem a hostií. Za Kateřinou část postavy sv. Doroty s košíkem květin, za sv. Barborou část figury sv. Markéty s drakem u jejích nohou. Mezi nimi je šat Panny Marie s cheruby a fragment zlaceného a puncovaného pozadí, které postavu Madony rámovalo.
Obraz byl součástí sbírky Pražského hradu do roku 1792, pak zapůjčen do Obrazárny Společnosti vlasteneckých přátel umění a odtud přešel do sbírky Národní galerie v Praze. Roku 1992 byl vrácen do Obrazárny Pražského hradu.

#### Světice, sv. Anežka Římská?
Deska z lipového dřeva 55.5 x 43 cm, fragment levé části oltáře. Na obraze je klečící světice, podle textu v jejích rukou patrně sv. Anežka.
Obraz se ze sbírky Pražského hradu dostal do vlastnictví vévodů Sasko-Lauenburských a odtud do sbírky markraběnky Sibylly Augusty z Baden-Badenu (1691). V 18. století na zámku Rastatt (inventář 1722), nyní ve Staatliche Kunsthalle Karlsruhe.

#### Sv. Markéta
Deska z lipového dřeva 53.4 x 42.5 cm, fragment střední části oltáře. Sv. Markéta je zobrazena jako mladá dívka s dlouhými vlnitými vlasy a čelenkou. Za ní část Mariina pláště s cheruby a zlacené pozadí s puncováním.
Obraz se někdy před rokem 1810 dostal do sbírky v Staatsgalerie im Schloss Johannisburg, Aschaffenburg.

#### sv. Apolena?
Fragment s postavou světice je v soukromé sbírce Jana Wittmanna a Kerstin Otto, Mnichov.

## Historie oltáře
Podle Kramáře vznikl oltář roku 1515 v souvislosti se zasnoubením Ferdinanda I. s Annou Jagellonskou. Podle jiných historiků mohl být objednán pro korunovaci Marie Habsburské českou královnou roku 1522. K. Chamonikola soudí, že císař Maxmilián I. nechal retábl malovat k reprezentaci habsburského rodu, jehož příslušnice byly zobrazeny v podobě světic způsobem tzv. "sakrálního identifikačního portrétu". Objednávka velmi nákladného díla byla v každém případě nějak spojena s královskou rodinou a časově nejspíše souvisela s nástupem manželského páru Ludvíka Jagellonského a Marie Habsburské na český trůn.
Oltář byl určen pro tzv. mansionářský chór Panny Marie v závěru katedrály, který původně císař Karel IV. předurčil k vybudování královské hrobky. Na tomto místě oltář šťastně unikl velkému požáru katedrály v roce 1541, který popsal kronikář Václav Hájek z Libočan. Oheň zničil krov i většinu vnitřního vybavení včetně hlavního oltáře, ale vyhnul se některým kaplím v chrámovém ochozu. Během rekonstrukce chrámu a v souvislosti s budováním Habsburského mauzolea mohlo dojít k přemístění oltáře z kaple Panny Marie a k rozdělení desky na střední část a dvě pohyblivá křídla. Z doby korunovace Matyáše Habsburského roku 1611 je oltář zaznamenán na rytině v místě původního určení v Mariánském chóru.
Zprávy o zničení oltáře jsou dobře doloženy v historických pramenech. Krátce po své korunovaci českým králem dal Fridrich Falcký příkaz k očistě chrámu sv. Víta od katolických obrazů a soch, které kalvinistům vadily. Ve dnech 21.–23. prosince 1619 podstatná část chrámového vybavení padla za oběť kalvínskému ikonoklasmu. Některá nejcennější díla, včetně Cranachova oltáře, byla z pověření Fridricha Falckého původně jen odklizena do sakristie a kaple sv. Zikmunda. Tam je přemístil malíř Hans von Felz a jako prostředník krále nabídl odkoupení oltáře za 500 tolarů. Dne 22. prosince pronesl dvorní kazatel Abraham Scultetus v katedrále sv. Víta kázání "O modlářských obrazích".
Pod jeho vedením a s přispěním českých stavů hlásících se ke kalvinismu a Jednotě bratrské následovala radikální očista, při které padl za oběť i Cranachův oltář. Podle stavebního písaře Pražského hradu Jakoba Hüebla byl zřejmě na příkaz krále dne 27. prosince vyslán do chrámu duchovní Friedrich Salmuth s truhlářem, který z obrazu vyřízl alespoň desky s postavami světic. Důvodem mohlo být i to, že tvář jedné ze světic byla zároveň portrétem císařovy dcery.
Desky s postavami světic byly uloženy v hradních sbírkách a jsou uvedeny v inventářích v letech 1621, 1648, 1650 i později. Celkově bylo evidováno sedm desek, což odpovídá počtu všech osmi světic – na jedné desce, která je nyní ve sbírce Pražského hradu, jsou spolu dvě klečící postavy. Z nich pět se zachovalo ve sbírkách a dvě desky se sv. Dorotou a sv. Voršilou jsou nadále nezvěstné.